# WTA German Open 1979
Il WTA German Open 1979 è stato un torneo di tennis giocato sulla terra rossa.
È stata la 68ª edizione del German Open, che fa del WTA Tour 1979.
Si è giocato al Rot-Weiss Tennis Club di Berlino in Germania dal 21 al 27 maggio 1979.

## Campionesse

### Singolare
Caroline Stoll ha battuto in finale  Regina Maršíková con il punteggio di 7–6(4), 6–0.

### Doppio
Rosie Casals /  Wendy Turnbull hanno battuto in finale  Evonne Goolagong /  Kerry Reid con il punteggio di 6–2, 7–5.